# Sigurd Agersnap
Sigurd Gustavson Agersnap (født 2. marts 1993 i København) er en dansk politiker som har været medlem af Folketinget for Socialistisk Folkeparti siden 2022. Tidligere har han siddet i Lyngby-Taarbæk kommunalbestyrelse 2018-2022 og var 1. viceborgmester i 2022.

## Baggrund
Sigurd Agersnap er søn af kulturgeograf og tidligere folketingsmedlem Hanne Agersnap og biolog Kim Gustavson. Han er opvokset i Virum.
Sigurd Agersnap er student fra Virum Gymnasium og cand.scient.pol. fra Københavns Universitet i 2020. Han har siden 2020 arbejdet som konsulent hos Danmarks Radio og siddet i bestyrelsen hos BIOFOS siden 2018.

## Politiske karriere
Sigurd Agersnap har siden 2018 været medlem af SF's landsledelse. Ved kommunalvalget 2017 blev han valgt til kommunalbestyrelsen i Lyngby-Taarbæk. Med 1.114 personlige stemmer, fik han tredjeflest stemmer. Ved kommunalvalget 2021 fik han andenflest stemmer, og blev valgt ind med 2.077 stemmer.
Ved folketingsvalget 2022 blev han valgt ind i Folketinget med 2.857 personlige stemmer for Københavns Omegns Storkreds.